# Emmanuelle Swiercz

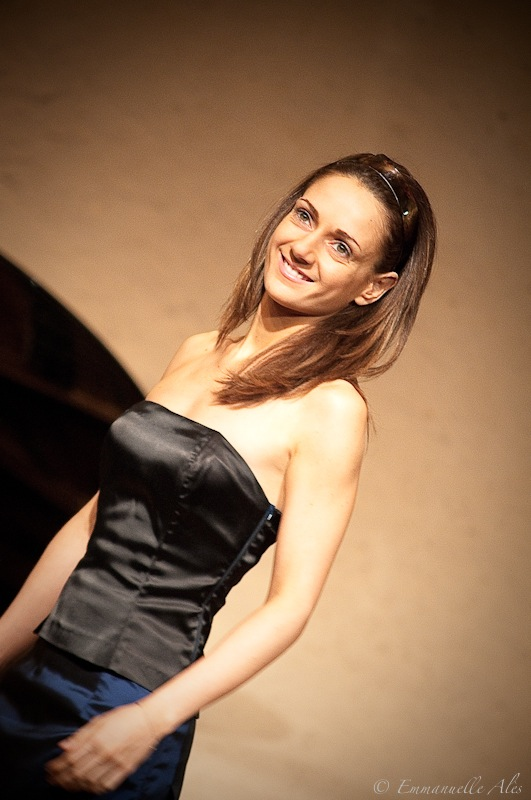
Emmanuelle Swiercz

Emmanuelle Swiercz es una pianista francesa, nacida el 1 de diciembre de 1978.

## Biografía
Después de su premio de piano en el Conservatorio nacional superior de música y danza de París, entró en el ciclo de perfeccionamiento en las clases de Michel Béroff, de Denis Pascal y de Marie-Françoise Bucquet. Se beneficia igualmente de los consejos de Jorge Chaminé, György Sebök, György Kurtág, Dmitri Bachkirov, Leon Fleisher y Murray Perahia. 
Laureada de la Fundación del Groupe Banque Populaire, de la Fundación Cziffra, del Foro musical de Normandía, y del Mecenazgo musical Société Générale, obtiene varias recompensas: el segundo premio del Concurso internacional Ricardo Viñes y en el Torneo internacional de música de Roma, el tercer premio del Concurso internacional Città di Camaiore, así como una recompensa especial en el Concurso internacional Maria Canals.
Ha actuado en numerosos festivales: Festival internacional de La Roque-de Anthéron, Festival Chopin de Bagatelle, Flâneries musicales de Reims, Los Nuevos Solistas en el Jardín de los invernaderos de Auteuil, Música a la Empéri en Salon-de-Provence, Festival de Nohant... Da igualmente conciertos por todo el mundo, sobre todo en el Concertgebouw de Ámsterdam, en el Foro internacional de piano de Berlín, al Rudolfinum de Praga, al Atheneum de Bucarest, en el Teatro Los Salones de Ginebra, en diversas ciudades de China y en el Teatro nacional de las Bellas Artes de Río de Janeiro.
Como solista, Emmanuelle Swiercz toca con las orquestas de Nagoya (Japón), de Kazan y Novossibirsk (Rusia), Viareggio (Italia), Járkov (Ucrania), así como con la Orquesta del CNSM de París y la Orquesta de Douai-Région Nord-Pas de Calais.
Entre sus acompañantes de música de cámara figuran músicos como Henri Demarquette, Vladimir Bukac, Eric Le Sage, Suzanne Ramon, Graf Mourja; así como el Cuarteto Talich, el Cuarteto Psophos y el Quinteto Moraguès.
Participa en la promoción de la música romántica francesa con el apoyo de la Fundación Nuera-Zane.

### Teatro musical
Ecléctica, Emmanuelle ha participado en el éxito de una pieza muy original de Tchekhov :
Concierto en un Acto « Las Desgracias del Tabaco »
Texto de Anton Tchekhov y música de: Juan Sebastián Bach / Luciano Berio / Piotr Ilitch Chaïkovski
Puesta en escena : Denis Podalydès
Concepción del espectáculo : Floriane Bonanni
Escenografía : Eric Ruf
Vestuario : Christian Lacroix
Con Michel Robin (en el rol de Nioukhine), Floriane Bonanni (violín), Muriel Ferraro (soprano) y Emmanuelle Swiercz (piano).

### En los medios de comunicación
Emmanuelle Swiercz participa en varias emisiones
radiofónicas (Radio Clásica, France Musique, Radio Francia Internacional, RTL, France lnter…) y televisadas, sobre todo en Francia 2 (Musiques au cœur), France 3 (Toda la música que aman), Directo 8, Mezzo…

## Discografía[3]
- 2007 : Serguéi Rajmáninov - Obras para piano - Intrada
- 2008 : Robert Schumann - Obras para piano - Intrada
- 2011 : Franz Liszt - Obras para piano - Intrada
- 2013 : Théodore Gouvy - Ediciones Singulares
- 2015 : Frédéric Chopin - Integral de los Nocturnos - La Música